# 454
El 454 (CDLIV) fou un any comú començat en divendres del calendari julià.

## Esdeveniments
- Batalla de Nedao, va tenir lloc a Panònia.[1]
- Els vàndals annexionen les Balears al seu regne del nord d'Àfrica.[2]

## Naixements
- 12 de maig - Carnunt:Teodoric el Gran, fou rei dels ostrogots [3]

## Necrològiques
- Aeci, va ser un general romà i home d'estat del final de l'Imperi Romà d'Occident l'any 476 i la seva posterior dissolució el 480.[4]